# Las películas de mi vida (película)
Las películas de mi vida, (en francés: Voyage à travers le cinéma français), es una película documental francesa de Bertrand Tavernier estrenada en 2016.
La película, con una duración de 190 minutos, es una recopilación de las películas francesas organizada y comentadas por Bertrand Tavernier.

## Lista de películas mencionadas
- Bajo los techos de París (1930)
- La golfa
- Allô Berlin ? Ici Paris !
- Catorce de julio
- L'Atalante (1934)
- Toni (1935)
- Remous (film, 1934)
- Justin de Marseille
- Le Crime de monsieur Lange
- La Belle Équipe
- Partie de campagne (1936)
- La gran ilusión (1937)
- Un carnet de bal
- La Marsellesa (película)
- El muelle de las brumas (1938)
- Hôtel du Nord (1938)
- La bestia humana
- Le jour se lève
- La regla del juego (1939)
- Menaces
- Remorques
- Macao, l'enfer du jeu
- Dernier Atout
- Goupi Mains Rouges
- Los ángeles del pecado
- Les Enfants du paradis (1945)
- Sierra de Teruel (1945)
- Falbalas
- La bella y la bestia (1946)
- Panique
- Les Portes de la nuit
- Le diable souffle
- Se escapó la suerte
- Noose
- Bagarres
- Demasiado tarde (1949)
- Rendez-vous de juillet
- Édouard et Caroline
- La nuit est mon royaume
- Le Garçon sauvage
- La verdad sobre Bébé Donge
- Paris, bajos fondos
- Juegos prohibidos (1952)
- Rue de l'Estrapade
- Madame de ...
- Este hombre es peligroso
- No toqueis la pasta
- La que se va a armar
- Razzia sur la chnouf
- French Cancan (1954)
- Gas-oil
- Des gens sans importance
- El tiempo de los asesinos (1956)
- Bob le flambeur (1956)
- La Traversée de Paris
- Un condenado a muerte se ha escapado (1956)
- El comisario Maigret
- Ascensor para el cadalso (1958)
- Los amantes de Montparnasse (1958)
- El desorden y la noche
- En caso de desgracia
- La fiera anda suelta
- Los 400 golpes (1959)
- Oh ! Qué mambo
- Dos hombres de Manhattan (1959)
- La evasión (1960)
- A todo riesgo
- Tirad sobre el pianista
- El presidente
- Léon Morin, prêtre (1961)
- Adieu Philippine
- Cleo de 5 a 7 (1961)
- Un singe en hiver
- Octobre à Paris
- Le doulos (1962)
- Landru (1963)
- El desprecio (1963)
- Eddie el gángster
- Sangre en Indochina
- Alphaville (1965)
- Pierrot el loco (1965)
- Esposa ingenua (1966)
- El silencio de un hombre (1967)
- Sous le signe du taureau
- El ejército de las sombras (1969)
- Les Choses de la vie
- Max et les Ferrailleurs
- Le Chat
- Les Assassins de l'ordre
- El relojero de Saint Paul
- Lyon, le regard intérieur
- Les Sièges de l'Alcazar
- Sous le nom de Melville